# Bodtjärnen (Skorpeds socken, Ångermanland, 703455-160835)
Bodtjärnen är en sjö i Örnsköldsviks kommun i Ångermanland och ingår i Nätraåns huvudavrinningsområde.